# Vertige pour un tueur
Pour plus de détails, voir Fiche technique et Distribution.
Vertige pour un tueur est un film français réalisé par Jean-Pierre Desagnat et sorti en 1970.

## Fiche technique
- Titre : Vertige pour un tueur
- Réalisation : Jean-Pierre Desagnat, assisté de Patrick Jamain
- Scénario : Jean-Pierre Desagnat, Pierre Rey, André Tabet, Georges Tabet
- Image : Olivier Benoist
- Musique : Romuald Figuier (sous le nom de Romuald)
- Montage : Gabriel Rongier
- Son : Lucien Yvonnet
- Producteur : Sergio Gobbi
- Genre : policier
- Durée : 83 minutes
- Date de sortie : France - 5 août 1970
- Affiche : Michel Landi

## Distribution
- Marcel Bozzuffi : Marc Régent, un tueur traqué parce qu'il refuse de tuer un ami
- Sylva Koscina : Sylvie Dussort, une femme qui lui vient en aide mais non sans arrière-pensées
- Marc Cassot : Philippe Dussort, un homme d'affaires qui vient de débarrasser de son associé
- Michel Constantin : René, un tueur ami de Marc
- Jean Lucciani : Charles Barcus, un chef de bande qui a loué les services de Marc
- Jacques Castelot : Stéphane
- Robert Dalban : Juan, un hôtelier qui cache René
- Alan Scott : Le marin américain
- Michel Bedetti : Francis
- Georges Berthomieu
- Pierre Collet : Le routier
- Daniel Moosmann : Antoine, un gangster
- Roger Pelletier : L'employé de la morgue
- Michel Peyrelon : Jean, un gangster
- Guy Di Rigo : un tueur au service de Barcus
- Eric Donat